# Информациони систем
Информациони систем (ИС) (енгл. information system (IS)) је интегрисани скуп компоненти за сакупљање, чување, обраду и преношење информација. 
Пословна предузећа,  друге врсте организација и појединци у савременом друштву, зависе од информационих система за управљање својим операцијама и деловањима, одржавање компетитивности на тржишту, понуду различитих услуга и унапрјеђивање личних способности и капацитета. За примјер, модерне корпорације зависе од рачунарских информационих система да би процесовале своје финансијске рачуне и пословне трансакције, управљале људским ресурсима; општинске управе зависе од информационих система за понуду основних услуга својим грађанима; појединци користе информационе системе да би унапрјеђивали своја знања, за куповину, управљање банковним рачунима и трансакцијама, као и за различита финансијске операције.
Изумом и доступношћу нових информационих технологија (ИТ), јављају се нове могућности. Пошто су информациони системи омогућили различите људске активности, самим тим су извршили утицај на друштво. Убрзали су обављање свакодневних активности, утицали на структуру организација, измијенили начине понуде и потражње производа на тржишту, као и начине и схватање рада. Информације и знање, данас представљају витални економски ресурс.

## Компоненте информационих система
Основне компоненте информационих система су хардвер и софтвер рачунара, базе података, телекомуникациони системи и технологије, људски ресурси и процедуре, односно методологије процесовања и преношења информација.

### Хардвер
Данас, чак и најмања фирма, поседује или изнајмљује рачунаре. Обично се ради о персоналним рачунарима (PC). Веће организације користе више рачунарских система, почев од моћних радних станица, минирачунара па до ефикасно умрежених персоналних рачунара. Уједно са периферним уређајима, као што су улазни и излазни уређаји (монитори и штампачи, на примјер), и телекомуникације, чине хардвер информационих система. У новије вријеме, цијене хардвера убрзано опадају, али брзина обраде и капацитет уређаја за чување података, се константно увећава.

### Софтвер
Софтвер се обично дијели на двије шире схваћене класе: системски или оперативни софтвер и софтвер апликације. Основни системски софтвер се препознаје под именом оперативни систем. Оперативни систем управља хардвером, датотекама и другим ресурсима система, обезбјеђујући систематско, конзистентно обављање задатака и контролу рачунара, најчешће преко графичког корисничког интерфејса. Софтвер апликације су програми дизајнирани за обављање специјализованих задатака од којих се многи нуде на тржишту као пакети припремљени за коришћење одмах послије инсталирања.

### Базе података
Многи информациони системи су примарно управљачи базама података. База података је колекција међусобно повезаних података, организованих на најпогоднији начин за коришћење, или вађење података по задатим критеријумима. Типичан примјер база података у једном предузећу су подаци о радницима и каталози производа. Нарочиту вриједност посједују базе о купцима, које се користе за дизајн и маркетинг нових производа. Било ко је икада купио нешто са кредитном картицом, директно у продавници, преко електронске поште, или на интернету, постаје дио неке од многобројних база о купцима.

### Телекомуникације
Телекомуникације се користе за повезивање, или умрежавање рачунарских система, као и за преношење информација. Могуће је подесити више различитих рачунарских конфигурација, зависно од потреба сваке организације. Локалне мреже (LAN) повезују рачунаре одређеног мјеста, као што су пословне зграде или академски кампус. Мреже широког опсега (WAN) повезују рачунаре који се налазе на различитим мјестима и често из различитих организација. 
Интернет је мрежа која повезује милионе рачунара са сваког континента. Преко умрежавања, корисници персоналних рачунара добијају приступ различитим ресурсима информација, великим базама података и људским ресурсима, могућност обављања истих послова у сарадњи са колегама, као и контакт са људима који дијеле иста професионална и приватна интересовања.

### Људски ресурси и процедуре
Квалификовани стручњаци су витална компонента сваког информационог система. Техничко особље се састоји од развојних и менаџера операција, аналиста и дизајнера система, програмера софтвера и администратора система. Као додатак, радници у једној организацији морају бити оспособљени за коришћење капацитета информационог система. Стотине милиона људи из цијелог свијета свјесно или несвјесно уче да користе информационе системе користећи интернет.
Процедуре за коришћење, управљање и одржавање информационих система су дио њихове документације. На примјер, неопходно је дефинисати процедуре за покретање програма за наредбу исплати доходака, укључујући процедуре за тренутак покретања, ко има неопходну дозволу да га покрене, као и ко ће имати приступ излазним информацијама.

## Врсте информационих система
Информациони системи нуде операциону подршку, имплементирање знања и подршку менаџменту у разним организацијама и предузећима. 

### Операциона подршка
На операционом нивоу налазе се системи за процесовање трансакција преко којих се производи дизајнирају, праве маркетиншке стратегије, контролише процес производње и шаље готов производ на тржиште. Ти системи акумулирају информације у базе које су основа система вишег нивоа.
У данашњим напредним организацијама и предузећима, информациони системи који подржавају више функционалних јединица (маркетинг, финансије, производњу и људске ресурсе), интегрисани су у тзв. системе за планирање и управљање ресурсима предузећа (енг. Enterprise resource planning - ERP). 
Системи за планирање и управљање ресурсима предузећа подржавају комплетну секвенцу активности путем којих предузеће може додати вриједност на своја добра и услуге. На примјер, појединац или предузеће, могу послати персонализовану наруџбу преко веба која ће аутоматски покренути производњу у складу са спецификацијама поручиоца преко система који се зове систем за масовну персонализацију производа и услуга. Наруџба се шаље у магацине предузећа, у случају потребе и добављачима материјала неопходних за производњу. На крају, ажурирају се рачуни и започиње новчана трансакција у складу са вриједношћу производа.
Многи системи за процесовање трансакција подржавају електронско пословање преко интернета. Између осталих,  то су онлајн системи за куповину, онлајн банка и системи који осигуравају сигурне трансакције. Други системи нуде информације, услуге образовања и разоноду по захтјеву.

### Подршка за унапрјеђивање знања
Велики дио посла у информационом друштву, састоји се од манипулације апстрактних дијелова информација и знања, прије него директног процесовање, производње и пуштања у промет различитих производа. Тај дио посла се зове рад на знању (knowledge work). Три опште категорије информационих система подржавају рад на унапрјеђивању знања: системи за професионалну подршку, канцеларијски информациони системи и системи за управљање знањем.

#### Системи за професионалну подршку
Системи за професионалну подршку омогућавају обављање послова специфичних за одређену професију. На примјер, машински инжењери користе софтвер CAD заједно са системима за виртуелну реалност, за пројектовање и тестирање нових модела различитих машинских дијелова, система за заштиту путника у возилу, итд., прије прављења прототипа. Касније користе CAE за дизајн и анализу реалних тестова. Биохемичари користе специјални софтвер за тродимензионално моделирање и представљање молекуларних структура и анализирају могуће ефекте нових дрога, прије њиховог клиничког тестирања. У банкама се користи финансијски софтвер за израчунавање добити и анализу потенцијалних ризика различитих финансијских улагања и стратегија. Данас, специјализовани професионални системи за подршку, присутни су у скоро свим професијама.

#### Канцеларијски информациони системи
Главни задатак канцеларијских информационих система је олакшавање комуникације и сарадње свим члановима једне организације, али и са члановима других организација. Архивирање докумената и поште у електронском формату, олакшава организацијама њихову класификацију, индексирање и чување, као и брз и ефикасан приступ по потреби.

#### Системи за управљање знањем
Системи за управљање знањем се састоје од метода сакупљања знања, односно његовог организовања у цјелину, као и процедура и методологија коришћења акумулираног знања у организацијама. Ова врста знања се обично састоји од писане документације и слика које садрже патенти, метода дизајна, збира ефикасних пословних стратегија, различитих студија и анализа компетенције и сличних ресурса. База знања једне организације није експлицитног карактера, тако да ти системи помажу корисницима да стигну до оних чланова организације чији стручни профил најбоље одговара њиховом упиту. Приступ знању једне организације се обично реализује преко локалне мреже (Интранет, или мреже затвореног типа), које су снабдјевене специјализованим софтвером за претрагу.

### Менаџмент подршка

#### Системи за подршку менаџменту
Постоји широка категорија информационих система који су дизајнирани за подршку менаџмента у једној организацији. Ти системи се базирају на подацима система који процесују трансакције организације, подацима који долазе изван организације и подацима који стижу од пословних партнера, провајдера и клијената.
Информациони системи генерално подржавају све нивое менаџмента, почев од оних задужених за планирање и надгледање буџета и трошкова малих радних група на кратке стазе, па до оних за планирање и надгледање буџета и трошкова планова и стратегија на дуже стазе, који се обично тичу цијеле организације. 
Менаџмент системи за креирање извјештаја нуде детаљне и обилне информације у облику извјештаја, представљених и организованих на најпогоднији начин, за сваку област одговорности менаџера. Генерално ти извјештаји су фокусирани на прошла и садашња догађања у организацији. Ради превенције затрпавања информацијама, извјештаји се аутоматски шаљу само у изузетним случајевима, или на специфичан захтјев менаџера.